# تیانمن
تیانمن (به لاتین: Tianmen) یک subprefecture-level city و county-level city در جمهوری خلق چین است که در هوبئی واقع شده‌است.

## خصوصیات
تیانمن ۲٬۶۲۲ کیلومترمربع مساحت و ۱٬۷۳۱٬۴۸۲ نفر جمعیت دارد و ۳۲ متر بالاتر از سطح دریا واقع شده‌است.